# Srbové
Srbové (srbsky Срби/Srbi, jedn. č. Србин/Srbin) jsou jihoslovanský národ pocházející z jihovýchodní Evropy. Sdílí společný srbský původ, kulturu, historii a jazyk. Žijí především v Srbsku, Kosovu, Bosně, Chorvatsku, Černé Hoře a také v Severní Makedonii, Slovinsku, Německu a Rakousku. Představují také významnou diasporu s několika komunitami po celé Evropě, Americe a Oceánii.
Srbové sdílejí mnoho kulturních rysů se zbytkem národů jihovýchodní Evropy. Vyznávají převážně pravoslaví. Srbský jazyk (standardizovaná verze srbochorvatštiny) je oficiální v Srbsku, spoluoficiální v Kosovu a Bosně a Hercegovině a v Černé Hoře jím mluví většina obyvatel.

## Původ a rozšíření

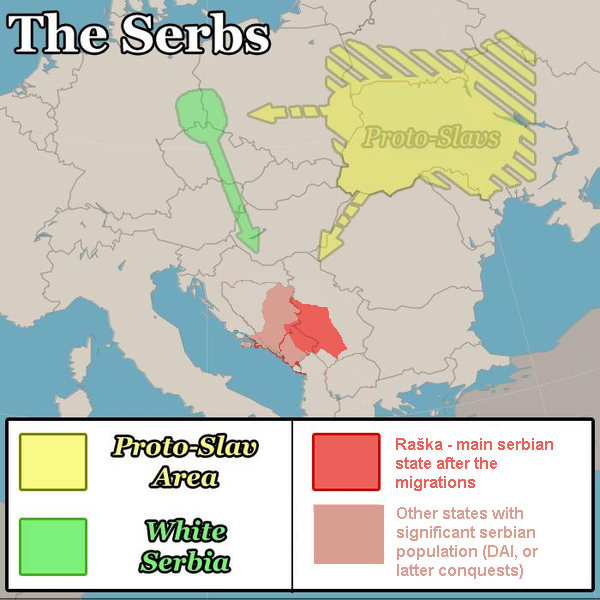
Migrace Srbů

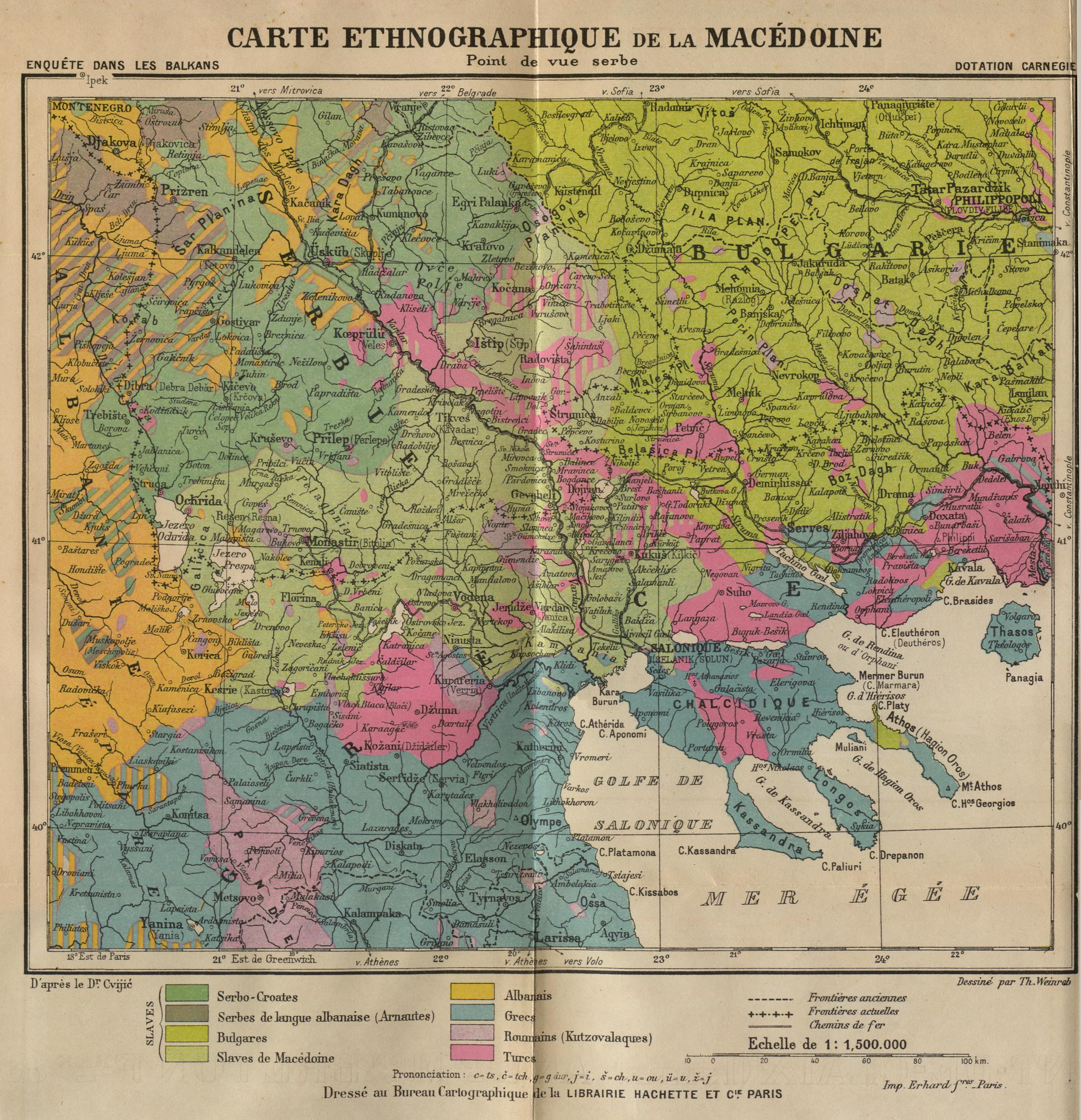
Mapa středního Balkánu z roku 1914 podle srbských zdrojů. Srbové a Chorvati jsou značeni tyrkysovou barvou

Předkové Srbů začali přicházet na Balkán od 6. století, postupně si podmanili místní romanizované ilyrské a trácké kmeny, které byly před příchodem Slovanů ovlivněny i Vizigóty.
Území Srbska a Srby osídlené se v průběhu staletí měnilo. S příchodem expanzivní Osmanské říše mnozí Srbové (stejně jako Chorvati) hledali útočiště v jiných bezpečných oblastech, které budou později známé jako Krajina či Republika Srbská v Bosně. Srbské obyvatelstvo v původních místech naopak doplňovali zástupci jiných porobených národů. Díky tomu vznikly dva fakticky oddělené srbské celky; východní samotné Srbsko a západní teritorium, kde se Srbové stali menšinou, obklopenou katolickým, či muslimským prostředím. Přesto však soužití národů nevedlo k mnoha velkým a významným konfliktům. Tehdejší interpretace jednotlivých národů Západního Balkánu však byla dlouhou dobu odlišná od té dnešní a změnila se až v polovině a druhé části 20. století.
Mnozí Srbové, hlavně v Bosně, konvertovali k islámu. Tito obyvatelé byli chráněni tehdejšími zákony a aktivně se integrovali do struktur Osmanské říše, byli například aktivní v tehdejší elitní jednotce, tzv. janičárů. Mnozí však byli ke konverzi k islámu donuceni násilně.
V Srbsku však v 19. století vypukla dvě povstání, jejichž výsledkem bylo vytvoření srbské autonomní entity v rámci Osmanské říše, která byla v zahraničí uznána jako samostatný a suverénní stát. I přesto však samosprávu získali jen někteří Srbové; mnozí další žijící v Bosně (která byla stále součástí tureckého státu), či Chorvatsku (Rakousko-Uhersko) byli pořád menšinou. Teprve až konflikt v letech 1912 a 1913 a na něj navazující první světová válka vedly k rozpadu obou velkých impérií a sjednocení Srby obydlených území ve Stát Slovinců, Chorvatů a Srbů. I zde však počaly problémy, neboť nový celek byl národnostně opět velmi různorodý a docházelo k národnostním třenicím. Srbský národ byl však největší etnickou skupinou v zemi (více než jedna třetina všech obyvatel), srbské hlavní město Bělehrad se stalo metropolí celé Jugoslávie a srbský král rovněž i hlavou státu. Dlouhá existence jednotného státu vedla k rozšíření srbského národa i například do Slovinska, kde žije nyní zhruba čtyřicetitisícová menšina.
Neklid mezi jednotlivými národy eskaloval během druhé světové války, kdy došlo k dočasnému rozpadu státu, vztahy se však vyostřily na konci 80. let a na počátku let devadesátých s nástupem radikálních politických názorů a snah o redefinici jugoslávských republikových hranic. Mnoho Srbů se tehdy přidalo k nacionalistickým idejím tehdejších předáků, což později vedlo k válce v Jugoslávii a rozpadu státu. Během ní došlo k dalším změnám v územním rozšíření Srbů; jejich počet v Krajině po válce poklesl, došlo k jistým přesunům v Bosně a Hercegovině díky Daytonské dohodě a v Kosovu pak k výraznému poklesu kvůli zhoršující se bezpečnostní situaci.

## Jazyk
Srbové mluví srbštinou, resp. srbochorvatštinou (záleží na interpretaci), jazyk používá standardně cyrilici, v moderní době ji však vytlačuje latinka – protože srbský jazyk má spolu s chorvatským a bosenským až na některé rozdíly identickou gramatiku i slovní zásobu, je přejímání jiné abecedy mnohem jednodušší a probíhá přirozeněji.

## Náboženství
Jižní Slované od pohanství konvertovali na křesťanství ještě před velkým schizmatem – ti, kteří po této události žili v sféře vlivu ortodoxní církve se stali pravoslavní, ti ve sféře vlivu katolické církve katolíci, tudíž se Chorvati stali katolíky a Srbové pravoslavnými. Později, s příchodem osmanských Turků (Osmanská říše vládla území Srby obývanému několik staletí) se někteří Slované, včetně Srbů, stali muslimy. Hlavní náboženskou autoritou Srbů (a zároveň také ale i Srbska samotného) je Srbská pravoslavná církev. Někteří etnologové také zvažují, že identita Srbů, Chorvatů a Bosňáků byla dána spíše vírou než etnickým původem.

## Interpretace dalších národů
V minulosti se za Srby považovali i příslušníci některých národů, kteří se časem začali spolu s rozvojem vlastní kultury považovat za jiná etnika, a to vzhledem k tehdejším okolnostem a politické situaci. V 19. století byla jistým dominantním prvkem v regionu srbská pravoslavná církev, srbské království bylo jedním z prvních států, které se osvobodily od turecké nadvlády. Takto se stalo s Makedonci, kteří do roku 1945 byli považováni za Srby žijící v tehdejší srbské části Makedonie (dnes Severní Makedonie), vždy však hovořili odlišným jazykem. Podobně tomu bylo ale i u jiných národů tehdejší Jugoslávie, mezi které patří i Bosenští Muslimové, neboli Bosňáci. Ukázkou z nedávné doby jsou pak Černohorci, kteří také oficiálně existují od roku 1945. Ale teprve v devadesátých letech se většina obyvatel Černé Hory začala cítit Černohorci jako zvláštním etnikem (na rozdíl od dřívějška, kdy také byli Černohorci, ale pouze jako obyvatelé Černé Hory, tzn. jako Srbové).

## Nejihoslovanští Srbové
Národy označované jako Srbové žily i na území Čech (srovnej názvy lokalit Srbsko u Berouna, Srbská Kamenice apod.). Polohistorický kmen Pšovanů žijící v devátém století v okolí Mělníka byl také řazen k Srbům. Lužičtí Srbové dodnes obývají oblast Lužice severně od Čech. Jde však o západní Slovany, nikoli jižní, jako jsou vlastní Srbové.
Ohledem na stejnost rodu svého (Slované) jmenovali-li se mezi sebou vůbec „Srbi“, tj. příbuzenci...
(Palacký, Dějiny, str 96)
... jsouce co do původu a rodu všeho všikni „Srbové“, to jest příbuzenci (Palacký, Dějiny, str 151). Srb od slova srbati (stejné mateřské mléko).

## Osobnosti
Nejslavnějším srbským vědcem a Srbem vůbec je fyzik Nikola Tesla. Matematička a fyzička Mileva Marićová výrazně přispěla k objevům Alberta Einsteina, jako jeho první žena. Geofyzik Milutin Milanković zaujal teorií o vlivu astronomických faktorů na zemské klima. Fyzik a vynálezce Michael Pupin výrazně zkvalitnil telefonní komunikaci.
Osvícencem a otcem moderní srbské vzdělanosti byl Dositej Obradović. Reformátorem srbského jazyka a národním buditelem byl Vuk Karadžić. Historik Georgij Aleksandrovič Ostrogorskij zasvětil své oceňované dílo tématu Byzantské říše.
Nejslavnějším srbským spisovatelem je Ivo Andrić, nositel Nobelovy ceny za literaturu. Spisovatel Milorad Pavić se proslavil především svým románem Chazarský slovník, k postmodernismu byl řazen Danilo Kiš, v Kanadě prorazil spisovatel Prvoslav Vujčić. Zejména jako dramatik proslul Branislav Nušić.
V oblasti výtvarného umění získala světový věhlas Marina Abramovićová, představitelka performance artu a body artu. Z jugoslávské filmové školy nakonec nejvíce vynikl režisér Emir Kusturica. K úspěšným režisérům patří i Dušan Makavejev. V modelingu se prosadila Emina Jahovićová. V populární hudbě za hranice země pronikli Željko Joksimović či Lepa Brena.
Klíčovou náboženskou osobností srbských dějin je Svatý Sáva. Legendárním hrdinou z bitvy na Kosovském poli byl Miloš Obilić, vůdcem prvního protitureckého povstání byl Karađorđe, vůdcem druhého Miloš Obrenović I., Gavrilo Princip se proslavil atentátem na rakouského arcivévodu Franze Ferdinanda, který se stal záminkou první světové války, srbským vojenským hrdinou této války byl Radomir Putnik. Za té druhé mezi komunistickými partyzány jako jejich ideolog vynikl Milovan Đilas, který se posléze stal „prominentním disidentem“ Titova režimu. Ideologem nové nacionální vlny konce 80. let byl spisovatel Dobrica Ćosić.
Letuška Vesna Vulovičová v roce 1972 přežila havárii letu JAT 367 a následný pád z výšky 10 050 metrů, čímž pokořila světový rekord a dostala se do Guinnessovy knihy rekordů.
Poměrně pozdě se rozvinula srbská tenisová škola, nicméně stala se nesmírně úspěšnou. Fenomenálním tenistou se stal především Novak Djoković. Světovou jedničkou byla i Monika Selešová, Ana Ivanovićová a Jelena Jankovićová. Uznání došli i fotbaloví trenéři Bora Milutinović a Vujadin Boškov.

## Další známí Srbové
- vědci
  - Nikola Tesla
  - Milutin Milanković
  - Mihajlo Pupin
- spisovatelé a skladatelé
  - Miloš Crnjanski
  - Ivo Andrić
  - Roki Vulovic
- sportovci
  - Milorad Čavić
  - Novak Djoković
  - Vlade Divac
  - Dragan Džajić
- politici
  - Aleksandar Vučić
  - Radovan Karadžić
  - Slobodan Milošević

## Mapy

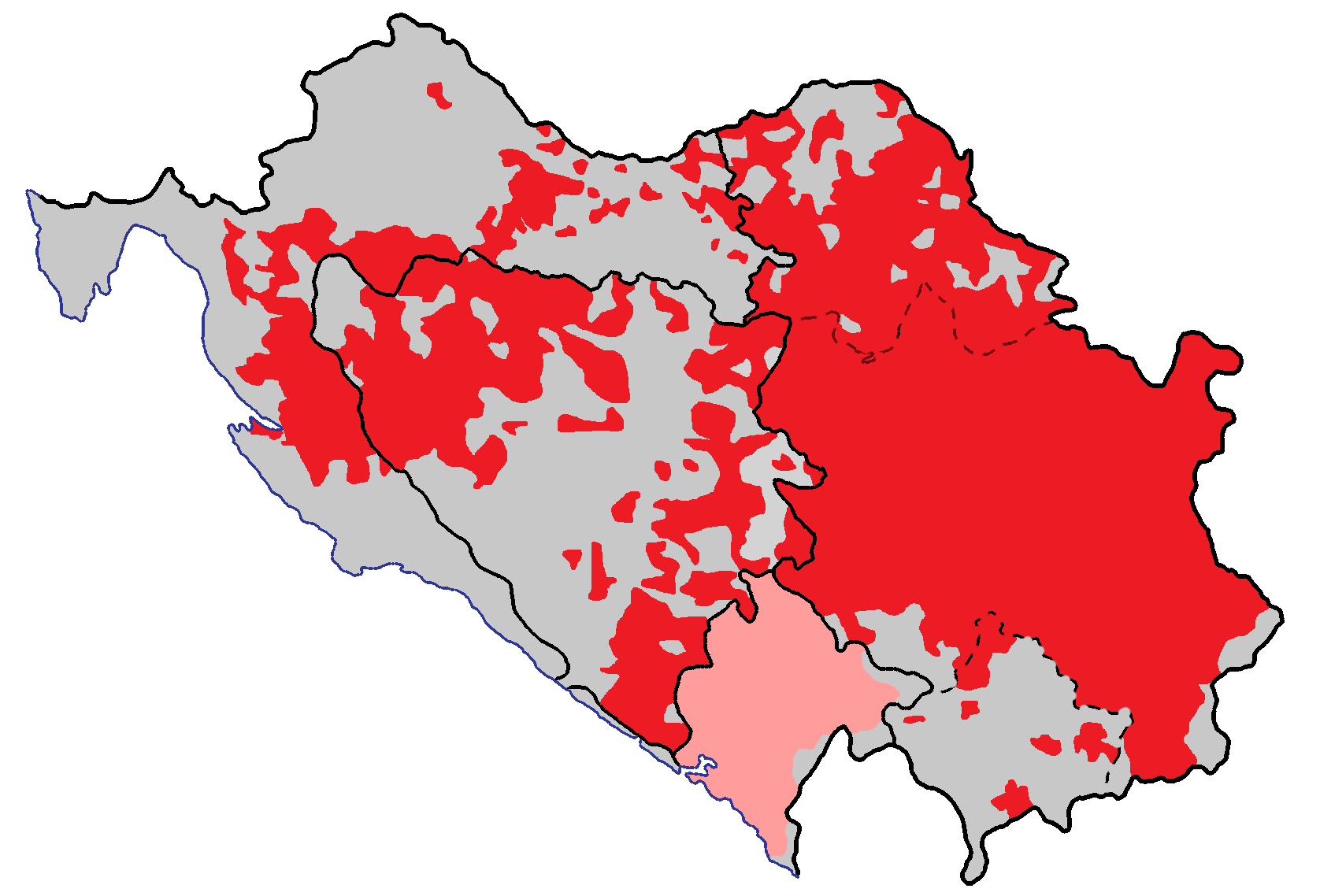
Oblasti se srbskou většinou v Srbsku, Chorvatsku, Bosně a Černé Hoře podle sčítání lidu z roku 1981
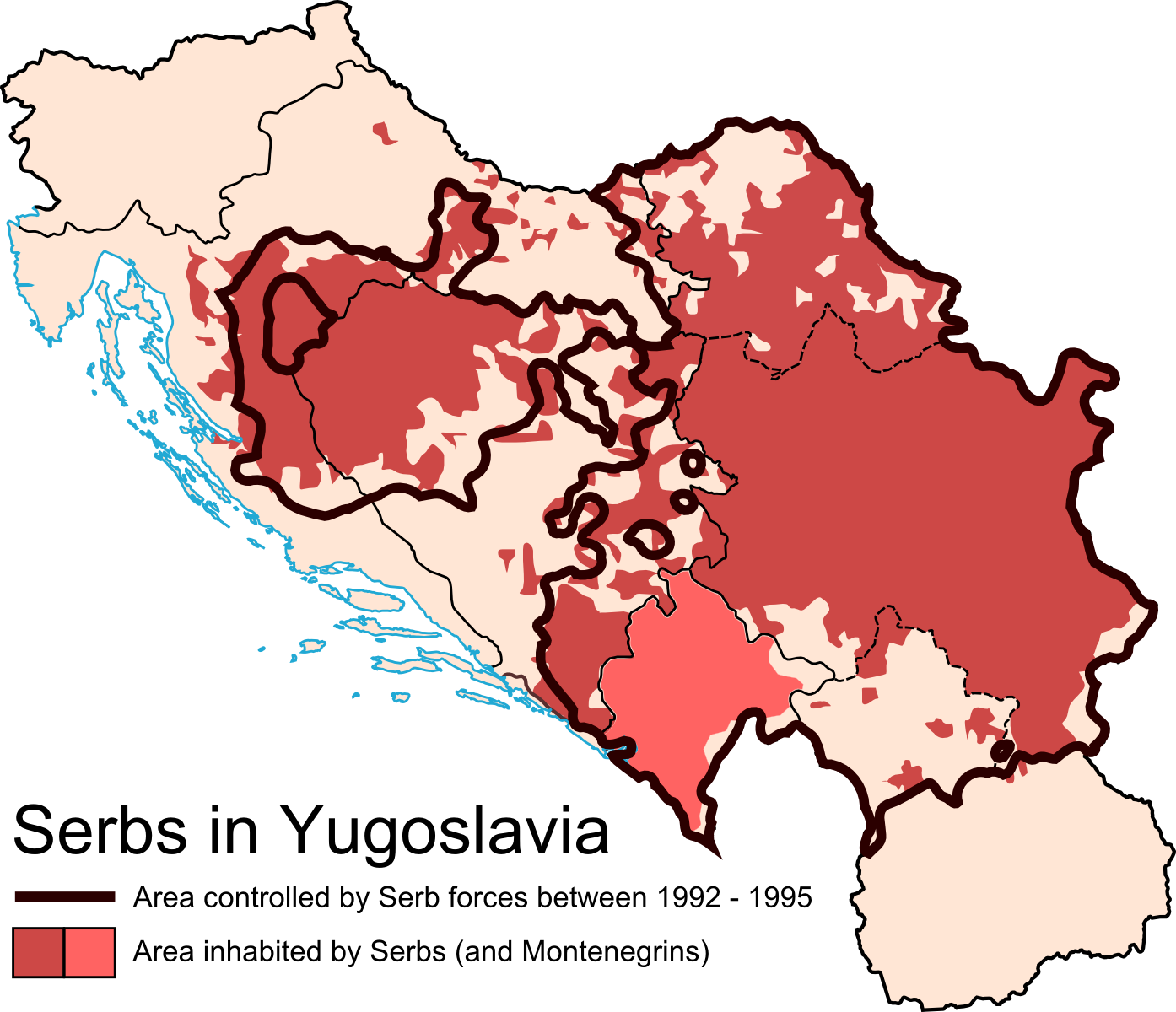
Srbové v letech 1992 až 1995
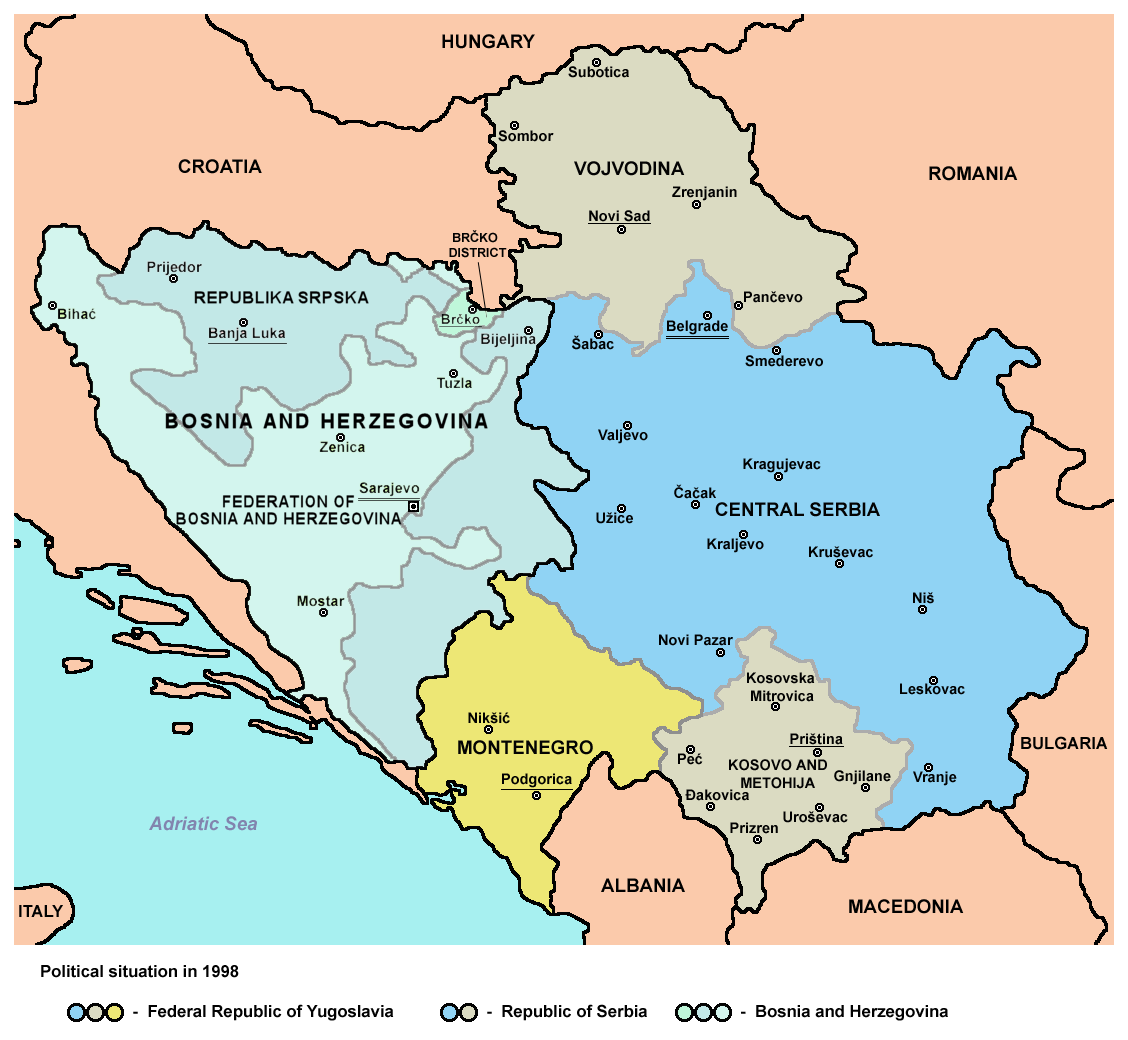
Politická situace v roce 1998
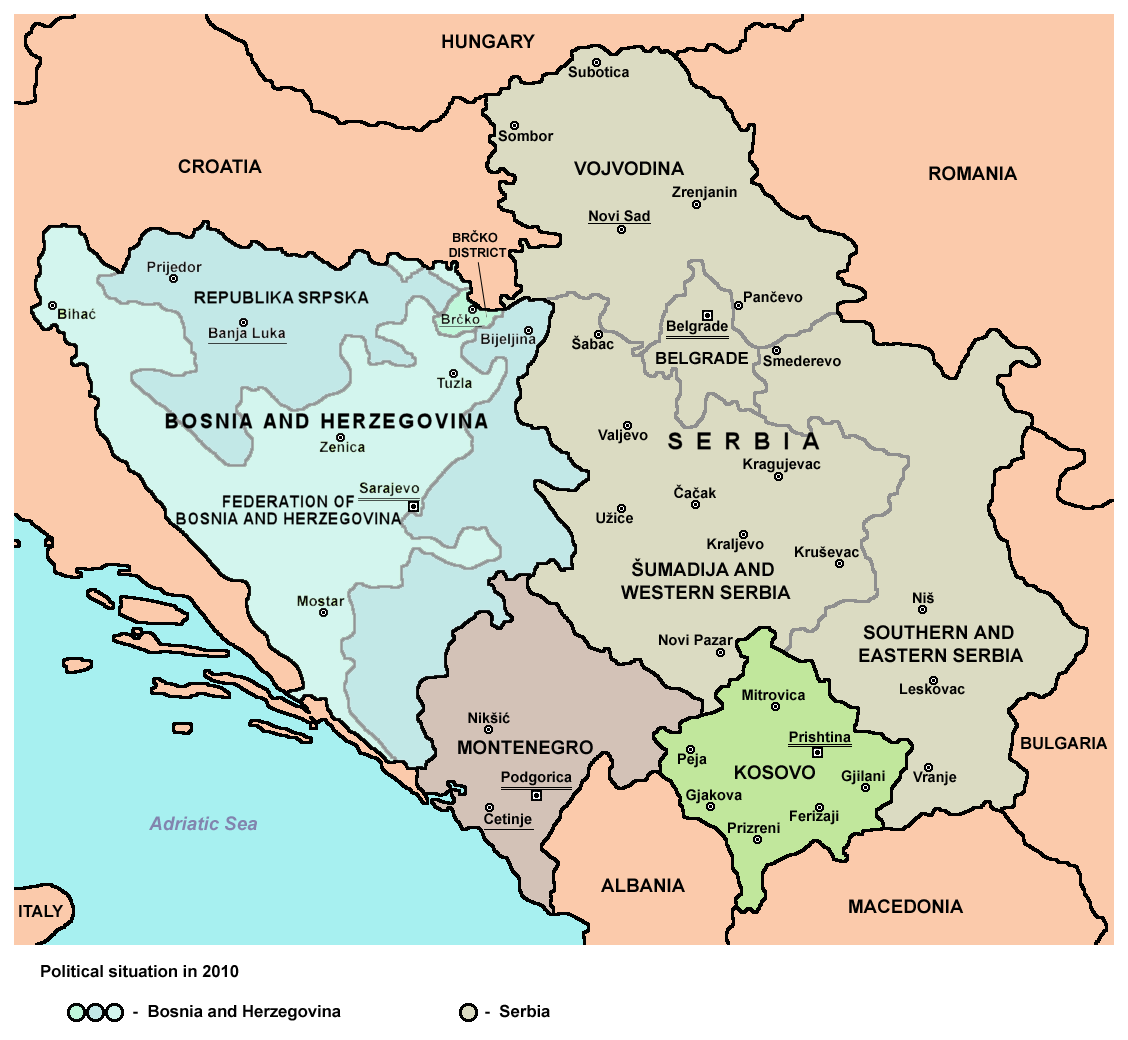
Politická situace v roce 2010
Srbská diaspora